# Сульжиновка
Сульжиновка (укр. Сульжинівка) — село на Украине, основано в 1786 году, находится в Романовском районе Житомирской области.
Население по переписи 2001 года составляет 67 человек. Почтовый индекс — 13015. Телефонный код — 4146. Занимает площадь 56,8 км².

## Адрес местного совета
13015, Житомирская область, Романовский р-н, с.Старочудновская Гута